# Melasmetus femoralis
Melasmetus femoralis är en skalbaggsart. Melasmetus femoralis ingår i släktet Melasmetus och familjen långhorningar. Utöver nominatformen finns också underarten M. f. femoralis.